# Rzeczna
Rzeczna (do 1993 Kalsk) – wieś w Polsce położona w województwie warmińsko-mazurskim, w powiecie elbląskim, w gminie Pasłęk.
W latach 1975–1998 miejscowość administracyjnie należała do województwa elbląskiego.
Do 12 stycznia 1993 miejscowość nosiła nazwę Kalsk i wchodziła w skład sołectwa Zielony Grąd. Od 4 listopada 2005 wieś sołecka.
W miejscowości działało Państwowe Gospodarstwo Rolne – Stadnina Koni Rzeczna. W 1994 po przekształceniu jako Stadnina Koni Rzeczna Sp. z o.o., a od 2011 działa w strukturach Stada Ogierów Starogard Gdański Sp. z o.o..
W Rzecznej znajduje się zniszczony klasycystyczny pałac z pocz. XIX w.